# 杨国斌
杨国斌是一位中国社会学家、汉学家。专攻于数字媒体和社会理论、社会运动、文化社会学、国际传播、以及中国的网络文化与政治等。

## 生平
1993年获得北京外国语大学英美文学博士学位，师从王佐良。2000年获得纽约大学社会学博士学位，师从克雷格·卡尔霍恩。毕业后担任夏威夷大学马诺阿分校助教，2005年担任哥伦比亚大学巴纳德学院副教授，2011年升至代理系主任，2012年担任宾西法尼亚大学副教授，2017年升至教授。

## 著作
- 《文心雕龙》翻译，外语教学与研究出版社，2003年12月，ISBN 9787560029962[4]
- 《连线力》，广西师范大学出版社，2013年9月，ISBN 9787549543373[5][6][7]